# Septième circonscription du Bas-Rhin
La septième circonscription du Bas-Rhin est une division électorale française située dans le département du Bas-Rhin, en région Grand Est. Elle élit un député à l'Assemblée nationale française lors des élections législatives.

## Description géographique et démographique

### De 1958 à 1986
Le département avait huit circonscriptions.
La septième circonscription du Bas-Rhin était composée de :
- canton de Lauterbourg
- canton de Niederbronn-les-Bains
- canton de Seltz
- canton de Soultz-sous-Forêts
- canton de Wissembourg
- canton de Wœrth

Source : Journal Officiel du 14-15 Octobre 1958.

### Depuis 1988
La septième circonscription du Bas-Rhin regroupe les cantons de la « Krummes Elsass » (Alsace Bossue) très majoritairement protestante, mais aussi les cantons très largement catholique de Saverne, Marmoutier et Hochfelden. De ce fait il s'agit de l'une des circonscriptions ayant la plus forte proportion de populations protestantes en France[réf. nécessaire]. Cette répartition confessionnelle a longtemps eu, et continue d'avoir, d'importantes conséquences politiques.
La septième circonscription est enfin très dialectophone. Selon certaines études il s'agirait de la région alsacienne où la pratique du dialecte reste la plus répandue aujourd'hui. Deux formes de dialecte alsacien sont ici présentes, celle d'héritage francique et celle de forme alémanique. Historiquement la pratique du français y est restée très faible jusque dans les années 1950-1960, particulièrement en Alsace bossue.

## Description politique
Circonscription majoritairement protestante et quasi exclusivement dialectophone, l'arrondissement de Saverne avait été pendant l'entre-deux-guerres un fief des partis autonomistes, élisant le chef du « Fortschrittspartei » alsacien Camille Dahlet en 1928, 1932 et 1936. Ce dernier représentait, malgré son alliance avec le parti catholique alsacien, une tendance de centre-gauche autonomiste. Il se basait aussi sur la forte polarisation confessionnelle des votes dans la circonscription, opposant les cantons catholiques minoritaires aux cantons protestants, qui votaient majoritairement pour lui.
Les débuts de la cinquième république ne devait pas fondamentalement troubler cette division religieuse. Lors des élections de 1958, le MRP avait investi - ce qui apparut comme un paradoxe car l'on considérait le MRP en Alsace comme l'héritier du parti catholique - un protestant du pays de Hanau, G. Kuntz, qui fut élu contre un candidat indépendant catholique et le candidat gaulliste A. Westphal. En 1962 le siège de Saverne fut, comme l'ensemble des sièges alsaciens, emporté par un candidat gaulliste, A. Westphal, qui s'appuyait sur une solide implantation dans les cantons d'Alsace bossue. Il fut facilement réélu en 1967 et 1968, élections globalement très favorables au parti gaulliste en Alsace. Ne se distinguant pas des autres circonscriptions du département, l'arrondissement de Saverne accordait alors un score, qualifié de « soviétique » par les nostalgiques, de 84,2 % au général De Gaulle en 1965. Ce faisant, elle montrait son légitimisme envers le président sortant, ainsi que, plus largement, la fidélité des populations alsaciennes à la personne de De Gaulle.
Dans ce contexte de domination très large des gaullistes, qui s'appuyait principalement sur les cantons protestants d'Alsace bossue et de Bouxwiller, les élections de 1973 provoquèrent un double choc. D'une part le député sortant fut battu par un candidat très peu connu alors; le réformateur Adrien Zeller, mais de plus la circonscription élisait pour la première fois un député catholique. Adrien Zeller dominait de fait à Saverne, Marmoutier, Hochfelden et Sarre-Union, l'Alsace Bossue renouvelant sa confiance à A. Westphal. Rapidement A. Zeller sut consolider sa position, et fut réélu au premier tour en 1978 (57 %), 1981 (72 %), 1986 (en menant la liste UDF), 1988 (53 %) et 1993 (53 %). Son positionnement politique évolua d'un centrisme très proche du centre-gauche - A.Zeller était alors qualifié de « poil-à-gratter » du centrisme alsacien - vers une intégration plus traditionnelle au sein de la démocratie-chrétienne et du CDS. Il se distingua aussi par une forte volonté régionaliste, ce qui l'amena même à fonder un parti, « Initiatives Alsaciennes », de centre-droit, qui fit élire certains de ses représentants (P.Richert ou JJ.Weber) au début des années 1980. Adrien Zeller était alors ouvertement critiqué par les gaullistes, qui ne purent cependant le battre en 1978, et le soutinrent en 1981 et par la suite.
Après avoir occupé des responsabilités au sein du gouvernement Chirac II (1986-1988), A. Zeller échoua en 1992 à devenir président du conseil régional, poste auquel il fut cependant élu après le décès de Marcel Rudloff en 1996. Ces nouvelles responsabilités, ainsi que sa remarquable longévité, expliquent sa mise en ballottage par le candidat FN Yvan Blot en 1997. A. Zeller fut cependant réélu au second tour avec plus de 68 %, à cette occasion on remarquait cependant qu'il ne dépassait plus la majorité absolue au premier tour que dans le canton de Hochfelden. À la suite de sa réélection à la présidence du conseil régional en 1998, il choisit de démissionner de son poste de député pour se consacrer à ses responsabilités alsaciennes. Son suppléant Émile Blessig fut élu en partielle contre Y. Blot, et réélu dès le premier tour en 2002 (54,5 %). Il est par ailleurs Maire de Saverne, après avoir été conseiller général du canton de Saverne.
Passée du fief gaulliste à la domination du centrisme et du centre-droit, la circonscription de Saverne est très largement dominée par la droite et le centre-droit, avec cependant une forte importance de l'extrême-droite. Globalement la démocratie-chrétienne détient l'ensemble des cantons, à l'exception de Sarre-Union tenu par l'ancien RPR D.Lieb, et réalise ses meilleurs scores à Marmoutier, Hochfelden et Saverne. L'Alsace bossue lui accorde cependant aussi de très larges majorités, le canton de La Petite-Pierre étant détenu par le sénateur et président du conseil général Philippe Richert. La gauche a longtemps réalisé des scores très médiocres, ne réussissant pas à mettre A.Zeller, dont le profil très indépendant des partis plaisait, en ballottage en 1978,1981, 1988 et 1993. En 1997 la gauche a été absente du second tour au profit du FN. En 2002 elle n'a pu empêcher la réélection d'E.Blessig au premier tour. Elle réalise cependant de meilleurs scores à Saverne, mais reste très faible en Alsace bossue et dans le pays de Hanau. L'extrême-droite, à l'opposé, est apparue comme le principal adversaire de la domination du centre-droit, dépassant la gauche dès 1988. Elle réalise de très bons scores dans le pays de Hanau, ainsi qu'en Alsace bossue, mais aussi dans les communes protestantes du canton de Hochfelden. Ses résultats sont moindres à Marmoutier, mais restent supérieurs à la moyenne alsacienne. L'opposition entre FN et Alsace d'Abord est par ailleurs très aiguë dans l'ensemble de la circonscription, lors des régionales de 2004 Alsace d'Abord a réalisé son meilleur score à Bouxwiller.
Les élections nationales ont de plus marquée une évolution vers la droite de l'arrondissement de Saverne. Comme peu de région française, la circonscription a accordé un meilleur résultat à Valéry Giscard d'Estaing en 1981 (70 %) qu'en 1974 (66 %). Cette augmentation fut particulièrement sensible dans les cantons protestants. En 1988, J. Chirac l'emportait avec 52,8 %, F. Mitterrand le battait cependant dans une partie de l'Alsace bossue. Entre 1988 et 1995 on remarqua un important transfert de votes socialistes vers J.M. Le Pen. Celui-ci se plaçait en tête de tous les candidats en 1995 (28,8 %) devant E. Balladur (26,2 %), J. Chirac (15,7 %) et L. Jospin (12,8 %). Au second tour J. Chirac dépassait 60 % (60,4 %). En 2002 J.M. Le Pen arrivait à nouveau en tête (25,3 %) devant J. Chirac (18,3 %) et F. Bayrou (12,3 %). L. Jospin y réalisait, comme en 1995, l'un de ses plus mauvais résultats nationaux (8,7 %).
Lors des élections présidentielle et législatives de 2007, sont partiellement réapparus d'anciennes nuances à l'intérieur d'une domination encore renforcée des partis de droite et de centre-droit. À l'occasion du premier tour N.Sarkozy arrivait en tête avec 35,7 % des voix, devançant nettement F. Bayrou, qui réalisait ici son meilleur score alsacien avec 23,7 %, J-M Le Pen atteignait lui aussi sa meilleure performance régionale, avec 16,2 % des voix, enfin S. Royal ne récoltait que 12,3 % des voix, l'un de ses plus mauvais résultats nationaux. Le candidat UMP réalisait une série de résultats contrastés, dépassant 40 % à Hochfelden, 35 % à Saverne, Marmoutier et Drulingen, mais se situait près de 30 % à La-Petite-Pierre et Bouxwiller. Le candidat UDF retrouvait la carte traditionnelle de la démocratie-chrétienne dans cette circonscription, dépassant 25 % à Saverne et Hochfelden, les frôlant à Marmoutier, enfin il réalisait un très bon score dans le pays de Hanau, avec 25 %, ses résultats restaient plus faibles en Alsace Bossue. Le candidat FN, qui accusait une baisse de 9 points très sensiblement obtenue par N.Sarkozy et F.Bayrou, dépassait tout de même encore 20 % à La-Petite-Pierre, et frôlant cette barre aussi bien en Alsace Bossue que dans le pays de Hanau, bien qu'il fût loin de ses précédents résultats. Enfin la candidate PS ne dépassait la barre des 15 % dans aucun canton, réalisant des scores inféreieurs à 12 % en Alsace Bossue. Le second tour devait confirmer les tendances exprimées le 22 avril, N. Sarkozy l'emportant avec plus de 70 % (70,1 %), dépassant largement cette barre à Drulingen, Sarre-Union, Marmoutier, Hochfelden, s'en approchant à Saverne et La-Petite-Pierre. Il avait incontestablement bénéficié d'un très bon report des électeurs de F.Bayrou et de J-M Le Pen sur son nom.
À l'image d'une circonscription massivement ancrée à droite devait s'ajouter le prolongement de l'affrontement entre la droite et le centre-droit lors des élections législatives de juin. La plupart des observateurs s'accordaient en effet pour prévoir un duel de second tour entre les deux anciens « poulains » d'A. Zeller, le député sortant UMP E. Blessig, conseiller général de Saverne, et le maire du chef-lieu, T.Carbiener (Modem), dont le soutien à F. Bayrou avait sans doute eu une certaine influence lors de la présidentielle. Le duel tourna court, à la surprise de beaucoup, avec la réélection dès le premier tour d'E. Blessig, qui obtenait plus de 60 % des voix et améliorait encore son score de 2002. Le maire de Saverne se plaçait à une lointaine seconde place, n'obtenant que 14 % des voix, largement devancé dans l'ensemble des cantons et sur sa ville. La candidate PS et le candidat FN réalisaient des scores comparables et faibles, un peu plus de 6 %.
À l'issue de ces élections, la circonscription s'est nettement positionnée à droite, permettant à N.Sarkozy de réaliser ici l'un de ses meilleurs scores nationaux au second tour. Ici, comme ailleurs en Alsace, tant l'électorat UDF, que celui du FN, s'est facilement reporté sur le candidat de la droite. L'orientation d'autonomie du centre a par ailleurs été sévèrement sanctionné par les électeurs, le candidat Modem pourtant implanté ne réalisant qu'un score en retrait de 10 points de celui de F.Bayrou, et ne bénéficiant plus des bons scores de la présidentielle. À l'inverse E.Blessig a su bénéficier dès le premier tour d'une part considérable de voix FN et UDF, ce qui lui a permis de dépasser 60 %. La carte électorale de la circonscription change peu, mais ce sont les écarts qui se sont creusés au profit de la droite. Celle-ci domine avec plus de 70 % à la présidentielle dans le Sud Catholique (Marmoutier, Hochfelden), mais aussi en Alsace Bossue et à Bouxwiller. Le vote pour le député sortant accentue quelque peu son implantation locale, décalant celle-ci vers Saverne. À l'inverse la gauche réalise ici parmi ses plus mauvaises performances nationales, tant à la présidentielle qu'aux législatives, et ne dispose pas de réels point de force. Le FN a mieux résisté ici que dans le reste de l'Alsace, mais il partait de plus haut, et son implantation ne dépasse plus 20 % que dans un seul canton, par ailleurs sa chute s'est amplifiée lors des législatives.

## Historique des députations
| Législature | Début de mandat | Fin de mandat  | Député          | Parti politique       | Observations |
| ----------- | --------------- | -------------- | --------------- | --------------------- | --- |
| Ire         | 9 décembre 1958 | 9 octobre 1962 | Georges Kuntz   | Indépendant app MRP   | Conseiller général de Bouxwiller Mandat écourté à la suite d'une dissolution parlementaire décidée par Charles de Gaulle. |
| IIe         | 6 décembre 1962 | 2 avril 1967   | Alfred Westphal | UNR-UDT               | Conseiller général de Drulingen |
| IIIe        | 3 avril 1967    | 30 mai 1968    | Alfred Westphal | UDVe                  | Conseiller général de Drulingen Mandat écourté à la suite d'une dissolution parlementaire décidée par Charles de Gaulle. |
| IVe         | 11 juillet 1968 | 1er avril 1973 | Alfred Westphal | UDR                   | Conseiller général de Drulingen |
| Ve          | 2 avril 1973    | 2 avril 1978   | Adrien Zeller   | RDS                   | Maire de Saverne |
| VIe         | 3 avril 1978    | 22 mai 1981    | Adrien Zeller   | Non-inscrit           | Maire de Saverne Mandat écourté à la suite d'une dissolution parlementaire décidée par François Mitterrand. |
| VIIe        | 2 juillet 1981  | 1er avril 1986 | Adrien Zeller   | Non-inscrit, puis UDF | Maire de Saverne |
| VIIIe       | 2 avril 1986    | 14 mai 1988    | Adrien Zeller   | UDF-CDS               | Maire de Saverne Proportionnelle par département, pas de député par circonscription. Mandat écourté à la suite d'une dissolution parlementaire décidée par François Mitterrand.                                                  |
| IXe         | 23 juin 1988    | 1er avril 1993 | Adrien Zeller   | UDF-CDS               | Maire de Saverne |
| Xe          | 2 avril 1993    | 21 avril 1997  | Adrien Zeller   | UDF-CDS               | Maire de Saverne Mandat écourté à la suite d'une dissolution parlementaire décidée par Jacques Chirac. |
| XIe         | 12 juin 1997    | 18 juin 2002   | Adrien Zeller   | UDF-CDS               | À la suite de sa réélection à la tête du conseil régional d'Alsace en mars 1998, Adrien Zeller a démissionné de son poste de député. Émile Blessig fut élu lors de l'élection partielle organisée pour pourvoir le siège vacant. |
| XIe         |                 |                | Émile Blessig   | UDF-CDS               | À la suite de sa réélection à la tête du conseil régional d'Alsace en mars 1998, Adrien Zeller a démissionné de son poste de député. Émile Blessig fut élu lors de l'élection partielle organisée pour pourvoir le siège vacant. |
| XIIe        | 19 juin 2002    | 19 juin 2007   | Émile Blessig   | UMP                   | Conseiller général de Saverne |
| XIIIe       | 20 juin 2007    | 19 juin 2012   | Émile Blessig   | UMP                   | Conseiller général (jusqu'en 2008) puis Maire de Saverne |
| XIVe        | 20 juin 2012    | 20 juin 2017   | Patrick Hetzel  | UMP                   | |
| XVe         | 21 juin 2017    | 21 juin 2022   | Patrick Hetzel  | LR                    | |
| XVIe        | 22 juin 2022    | 9 juin 2024    | Patrick Hetzel  | LR                    | Mandat écourté à la suite d'une dissolution parlementaire décidée par Emmanuel Macron. |
| XVIIe       | 8 juillet 2024  | En cours       | Patrick Hetzel  | LR                    | |

## Historique des élections

### Élections de 1958
| Candidat       | Candidat                  | Parti          | Premier tour | Premier tour | Second tour | Second tour |  |
| Candidat       | Candidat                  | Parti          | Voix         | %            | Voix        | %           |  |
| -------------- | ------------------------- | -------------- | ------------ | ------------ | ----------- | ----------- |  |
|                | Albert Schmitt            | MRP            | 17 142       | 49,35        | 17 181      | 46,3        |  |
|                | François Grussenmeyer élu | UNR            | 15 994       | 46,05        | 19 924      | 53,7        |  |
|                | Georges Graf              | PCF            | 1 597        | 4,6          |             |             |  |
|                |                           |                |              |              |             |             |  |
| Inscrits       | Inscrits                  | Inscrits       | 47 630       | 100,00       | 47 645      | 100,00      |  |
| Abstentions    | Abstentions               | Abstentions    | 11 814       | 24,8         | 9 552       | 20,05       |  |
| Votants        | Votants                   | Votants        | 35 816       | 75,2         | 38 093      | 79,95       |  |
| Blancs et nuls | Blancs et nuls            | Blancs et nuls | 1 083        | 3,02         | 988         | 2,59        |  |
| Exprimés       | Exprimés                  | Exprimés       | 34 733       | 96,98        | 37 105      | 97,41       |  |

Le suppléant de François Grussenmeyer était Frédéric Schiellein, CNIP, agriculteur, conseiller général du canton de Soultz-sous-Forêts, maire de Merkwiller-Pechelbronn.

### Élections de 1962
|                | François Grussenmeyer sortant réélu | UNR-UDT        | 24 619 | 69,02  |  |  |  |
|                | Gabriel Wackermann                  | MRP            | 9 735  | 27,29  |  |  |  |
|                | Georges Graf                        | PCF            | 1 315  | 3,69   |  |  |  |
|                |                                     |                |        |        |  |  |  |
| Inscrits       | Inscrits                            | Inscrits       | 47 819 | 100,00 |  |  |  |
| Abstentions    | Abstentions                         | Abstentions    | 11 324 | 23,68  |  |  |  |
| Votants        | Votants                             | Votants        | 36 495 | 76,32  |  |  |  |
| Blancs et nuls | Blancs et nuls                      | Blancs et nuls | 826    | 2,26   |  |  |  |
| Exprimés       | Exprimés                            | Exprimés       | 35 669 | 97,74  |  |  |  |

Le suppléant de François Grussenmeyer était Paul Troester, professeur, adjoint au maire de Wissembourg.

### Élections de 1967
|                | François Grussenmeyer sortant réélu | UD-Ve          | 25 483 | 66,47  |  |  |  |
|                | Albert Muller                       | CD (PDM)       | 10 695 | 27,9   |  |  |  |
|                | Joseph Koessler                     | PCF            | 2 160  | 5,63   |  |  |  |
|                |                                     |                |        |        |  |  |  |
| Inscrits       | Inscrits                            | Inscrits       | 46 773 | 100,00 |  |  |  |
| Abstentions    | Abstentions                         | Abstentions    | 7 275  | 15,55  |  |  |  |
| Votants        | Votants                             | Votants        | 39 498 | 84,45  |  |  |  |
| Blancs et nuls | Blancs et nuls                      | Blancs et nuls | 1 160  | 2,94   |  |  |  |
| Exprimés       | Exprimés                            | Exprimés       | 38 338 | 97,06  |  |  |  |

Le suppléant de François Grussenmeyer était Paul Troester, professeur, adjoint au maire de Wissembourg.

### Élections de 1968
|                | François Grussenmeyer sortant réélu | UDR (URP)      | 30 757 | 84,75  |  |  |  |
|                | Frédéric Trautmann                  | FGDS (CIR)     | 4 091  | 11,27  |  |  |  |
|                | Bernard Kran                        | PCF            | 1 444  | 3,98   |  |  |  |
|                |                                     |                |        |        |  |  |  |
| Inscrits       | Inscrits                            | Inscrits       | 47 930 | 100,00 |  |  |  |
| Abstentions    | Abstentions                         | Abstentions    | 10 139 | 21,15  |  |  |  |
| Votants        | Votants                             | Votants        | 37 791 | 78,85  |  |  |  |
| Blancs et nuls | Blancs et nuls                      | Blancs et nuls | 1 499  | 3,97   |  |  |  |
| Exprimés       | Exprimés                            | Exprimés       | 36 292 | 96,03  |  |  |  |

Le suppléant de François Grussenmeyer était Paul Troester, adjoint au maire de Wissembourg.

### Élections de 1973
|                | François Grussenmeyer sortant réélu | UDR (URP)      | 24 627 | 61,56  |  |  |  |
|                | Paul Brunner                        | MR             | 10 310 | 25,77  |  |  |  |
|                | Alain Boos                          | PS (UGSD)      | 3 304  | 8,26   |  |  |  |
|                | Georges Graf                        | PCF            | 1 761  | 4,4    |  |  |  |
|                |                                     |                |        |        |  |  |  |
| Inscrits       | Inscrits                            | Inscrits       | 49 720 | 100,00 |  |  |  |
| Abstentions    | Abstentions                         | Abstentions    | 8 547  | 17,19  |  |  |  |
| Votants        | Votants                             | Votants        | 41 173 | 82,81  |  |  |  |
| Blancs et nuls | Blancs et nuls                      | Blancs et nuls | 1 171  | 2,84   |  |  |  |
| Exprimés       | Exprimés                            | Exprimés       | 40 002 | 97,16  |  |  |  |

Le suppléant de François Grussenmeyer était Paul Troester, adjoint au maire de Wissembourg.

### Élections de 1978
|                | François Grussenmeyer sortant réélu | RPR            | 31 535 | 67,33  |  |  |  |
|                | Pierre Mammosser                    | PS             | 6 977  | 14,9   |  |  |  |
|                | Aloyse Heckel                       | Divers droite  | 2 820  | 6,02   |  |  |  |
|                | M. Wittmer                          | Écologie 78    | 2 590  | 5,53   |  |  |  |
|                | Georges Graf                        | PCF            | 1 979  | 4,23   |  |  |  |
|                | Marie-Reine Devoille                | LO             | 936    | 2      |  |  |  |
|                |                                     |                |        |        |  |  |  |
| Inscrits       | Inscrits                            | Inscrits       | 57 168 | 100,00 |  |  |  |
| Abstentions    | Abstentions                         | Abstentions    | 9 113  | 15,94  |  |  |  |
| Votants        | Votants                             | Votants        | 48 055 | 84,06  |  |  |  |
| Blancs et nuls | Blancs et nuls                      | Blancs et nuls | 1 218  | 2,53   |  |  |  |
| Exprimés       | Exprimés                            | Exprimés       | 46 837 | 97,47  |  |  |  |

Le suppléant de François Grussenmeyer était Charles Schlick, maire de Surbourg.

### Élections de 1981
|                | François Grussenmeyer sortant réélu | RPR (UNM)      | 24 604 | 60,11  |  |  |  |
|                | Pierre Mammosser                    | PS             | 9 158  | 22,37  |  |  |  |
|                | Marcel Schmitt                      | Divers droite  | 6 372  | 15,57  |  |  |  |
|                | Georges Graf                        | PCF            | 800    | 1,95   |  |  |  |
|                |                                     |                |        |        |  |  |  |
| Inscrits       | Inscrits                            | Inscrits       | 59 385 | 100,00 |  |  |  |
| Abstentions    | Abstentions                         | Abstentions    | 17 552 | 29,56  |  |  |  |
| Votants        | Votants                             | Votants        | 41 833 | 70,44  |  |  |  |
| Blancs et nuls | Blancs et nuls                      | Blancs et nuls | 899    | 2,15   |  |  |  |
| Exprimés       | Exprimés                            | Exprimés       | 40 934 | 97,85  |  |  |  |

Le suppléant de François Grussenmeyer était Charles Schlick.

### Élections de 1988
|                | Adrien Zeller sortant réélu | UDF (CDS) (URC) | 25 718 | 53,85  |  |  |  |
|                | Jean-Paul Want              | PS              | 11 359 | 23,79  |  |  |  |
|                | Jean-Jacques Mourreau       | FN              | 9 617  | 20,14  |  |  |  |
|                | Jacky Dudt                  | PCF             | 1 062  | 2,22   |  |  |  |
|                |                             |                 |        |        |  |  |  |
| Inscrits       | Inscrits                    | Inscrits        | 73 221 | 100,00 |  |  |  |
| Abstentions    | Abstentions                 | Abstentions     | 23 493 | 32,09  |  |  |  |
| Votants        | Votants                     | Votants         | 49 728 | 67,91  |  |  |  |
| Blancs et nuls | Blancs et nuls              | Blancs et nuls  | 1 972  | 3,97   |  |  |  |
| Exprimés       | Exprimés                    | Exprimés        | 47 756 | 96,03  |  |  |  |

Le suppléant d'Adrien Zeller était Philippe Richert, conseiller régional d'Alsace et conseiller général de La Petite -Pierre.

### Élections de 1993
|                | Adrien Zeller sortant réélu | UDF (CDS)      | 26 085 | 53,35  |  |  |  |
|                | René Weess                  | FN             | 9 666  | 19,77  |  |  |  |
|                | Hugues Stoeckel             | Les Verts (EÉ) | 5 519  | 11,29  |  |  |  |
|                | Jean-Claude Weil            | PS (ADFP)      | 3 806  | 7,78   |  |  |  |
|                | Laurence Hisler             | LT-LNÉ         | 2 876  | 5,88   |  |  |  |
|                | Jacky Dudt                  | PCF            | 1 237  | 1,93   |  |  |  |
|                |                             |                |        |        |  |  |  |
| Inscrits       | Inscrits                    | Inscrits       | 74 524 | 100,00 |  |  |  |
| Abstentions    | Abstentions                 | Abstentions    | 22 117 | 29,68  |  |  |  |
| Votants        | Votants                     | Votants        | 52 407 | 70,32  |  |  |  |
| Blancs et nuls | Blancs et nuls              | Blancs et nuls | 3 513  | 6,7    |  |  |  |
| Exprimés       | Exprimés                    | Exprimés       | 48 894 | 93,3   |  |  |  |

Le suppléant d'Adrien Zeller était Gaston Dann, RPR, enseignant, maire de Frohmuhl.

### Élections de 1997
| Candidat       | Candidat                    | Parti          | Premier tour | Premier tour | Second tour | Second tour |  |
| Candidat       | Candidat                    | Parti          | Voix         | %            | Voix        | %           |  |
| -------------- | --------------------------- | -------------- | ------------ | ------------ | ----------- | ----------- |  |
|                | Adrien Zeller sortant réélu | UDF (FD)       | 22 603       | 45,37        | 31 979      | 68,24       |  |
|                | Yvan Blot                   | FN             | 12 574       | 25,24        | 14 885      | 31,76       |  |
|                | Hugues Stoeckel             | Les Verts      | 4 864        | 9,76         |             |             |  |
|                | Serge Bloch                 | MDC            | 2 872        | 5,76         |             |             |  |
|                | Thierry Girard              | PCF            | 1 508        | 3,03         |             |             |  |
|                | Pascal Dupaix               | LDI (CNIP)     | 1 474        | 2,96         |             |             |  |
|                | Nathalie Cacheux            | LT-LNÉ         | 1 133        | 2,27         |             |             |  |
|                | Jeannine Traballoni         | GÉ             | 1 041        | 2,09         |             |             |  |
|                | Gérard Pérals               | MÉI            | 924          | 1,85         |             |             |  |
|                | Michel Jotz                 | Divers         | 827          | 1,66         |             |             |  |
|                |                             |                |              |              |             |             |  |
| Inscrits       | Inscrits                    | Inscrits       | 75 379       | 100,00       | 75 385      | 100,00      |  |
| Abstentions    | Abstentions                 | Abstentions    | 21 608       | 28,67        | 23 207      | 30,78       |  |
| Votants        | Votants                     | Votants        | 53 771       | 71,33        | 52 178      | 69,22       |  |
| Blancs et nuls | Blancs et nuls              | Blancs et nuls | 3 951        | 7,35         | 5 314       | 10,18       |  |
| Exprimés       | Exprimés                    | Exprimés       | 49 820       | 92,65        | 46 864      | 89,82       |  |

Le suppléant d'Adrien Zeller était Gaston Dann.

### Élections partielles de 1998
Organisées à la suite de la démission d'Adrien Zeller le 18 avril 1998.
| Candidat          | Candidat           | Parti              | Premier tour | Premier tour | Second tour | Second tour |  |
| Candidat          | Candidat           | Parti              | Voix         | %            | Voix        | %           |  |
| ----------------- | ------------------ | ------------------ | ------------ | ------------ | ----------- | ----------- |  |
|                   | Émile Blessig élu  | UDF (FD) (RPR)     | 12 897       | 45,98        | 20 052      | 75,65       |  |
|                   | Yvan Blot          | FN                 | 5 483        | 19,55        | 6 452       | 24,34       |  |
|                   | Hugues Stoeckel    | Les Verts (PS)     | 2 489        | 8,87         |             |             |  |
|                   | Georges Zimmermann | Régionaliste (MRA) | 2 333        | 8,32         |             |             |  |
|                   | Jacques Bockel     | Sans étiquette     | 1 289        | 4,60         |             |             |  |
|                   | Serge Bloch        | MDC                | 1 196        | 4,26         |             |             |  |
|                   | Hugues Geiger      | MÉI                | 896          | 3,19         |             |             |  |
|                   | Alain Moyemont     | Sans étiquette     | 872          | 3,11         |             |             |  |
|                   | Jacky Dudt         | PCF                | 597          | 2,13         |             |             |  |
|                   |                    |                    |              |              |             |             |  |
| Inscrits          | Inscrits           | Inscrits           | 76 450       | 100,00       | 76 419      | 100,00      |  |
| Abstentions       | Abstentions        | Abstentions        | 47 131       | 61,65        | 48 199      | 63,07       |  |
| Votants           | Votants            | Votants            | 29 319       | 38,35        | 28 220      | 36,93       |  |
| Blancs et nuls    | Blancs et nuls     | Blancs et nuls     | 1 267        | 4,32         | 1 716       | 6,08        |  |
| Exprimés          | Exprimés           | Exprimés           | 28 052       | 95,68        | 26 504      | 93,92       |  |
| Source : Le Monde |                    |                    |              |              |             |             |  |

### Élections de 2002
|                | Émile Blessig sortant réélu | UDF            | 24 612 | 54,55  |  |  |  |
|                | Nicolas Olszak              | PS             | 7 154  | 15,86  |  |  |  |
|                | Antoine Kraemer             | FN             | 5 792  | 12,84  |  |  |  |
|                | René Weess                  | MNR            | 3 295  | 7,3    |  |  |  |
|                | Mathieu Fichter             | Les Verts      | 1 405  | 3,11   |  |  |  |
|                | Anne-Marie Traoré           | LO             | 555    | 1,23   |  |  |  |
|                | Maryse Retali               | LT-LNÉ         | 528    | 1,17   |  |  |  |
|                | Sylvie Lohr                 | LCR            | 512    | 1,13   |  |  |  |
|                | Robert Hoppe                | MÉI            | 440    | 0,98   |  |  |  |
|                | Jacky Dudt                  | PCF            | 426    | 0,94   |  |  |  |
|                | Pascal Dupaix               | CNIP           | 401    | 0,89   |  |  |  |
|                |                             |                |        |        |  |  |  |
| Inscrits       | Inscrits                    | Inscrits       | 78 653 | 100,00 |  |  |  |
| Abstentions    | Abstentions                 | Abstentions    | 32 292 | 41,06  |  |  |  |
| Votants        | Votants                     | Votants        | 46 361 | 58,94  |  |  |  |
| Blancs et nuls | Blancs et nuls              | Blancs et nuls | 1 241  | 2,68   |  |  |  |
| Exprimés       | Exprimés                    | Exprimés       | 45 120 | 97,32  |  |  |  |

La suppléante d'Émile Blessig était Chantal Reibel, de Landersheim.

### Élections de 2007
|                | Émile Blessig sortant réélu | UMP            | 27 269 | 60,49  |  |  |  |
|                | Thierry Carbiener           | UDF–MoDem      | 6 592  | 14,62  |  |  |  |
|                | Pascale Delorme             | PS             | 2 951  | 6,55   |  |  |  |
|                | Robert Martig               | FN             | 2 939  | 6,52   |  |  |  |
|                | Marie-Madeleine Braud       | Les Verts      | 2 171  | 1,64   |  |  |  |
|                | Fabienne Schnitzler         | MÉI            | 739    | 1,64   |  |  |  |
|                | Liliane Bas                 | LO             | 676    | 1,5    |  |  |  |
|                | Hervé Thérouse              | Divers gauche  | 526    | 1,17   |  |  |  |
|                | Georges Hoffmann            | Extrême gauche | 470    | 1,04   |  |  |  |
|                | Yves Quéneville             | Divers         | 425    | 0,94   |  |  |  |
|                | Évelyne Hamm                | MNR            | 322    | 0,71   |  |  |  |
|                |                             |                |        |        |  |  |  |
| Inscrits       | Inscrits                    | Inscrits       | 82 832 | 100,00 |  |  |  |
| Abstentions    | Abstentions                 | Abstentions    | 36 621 | 44,21  |  |  |  |
| Votants        | Votants                     | Votants        | 46 211 | 55,79  |  |  |  |
| Blancs et nuls | Blancs et nuls              | Blancs et nuls | 1 131  | 2,45   |  |  |  |
| Exprimés       | Exprimés                    | Exprimés       | 45 080 | 97,55  |  |  |  |

### Élections de 2012
| Candidat       | Candidat           | Parti          | Premier tour | Premier tour | Second tour | Second tour |  |
| Candidat       | Candidat           | Parti          | Voix         | %            | Voix        | %           |  |
| -------------- | ------------------ | -------------- | ------------ | ------------ | ----------- | ----------- |  |
|                | Patrick Hetzel élu | UMP (NC)       | 14 518       | 31,43        | 21 431      | 57,21       |  |
|                | Thierry Carbiener  | AC             | 9 477        | 20,51        | 16 026      | 42,79       |  |
|                | Laurent Gnaedig    | RBM (FN)       | 8 609        | 18,64        |             |             |  |
|                | Michèle Comte      | EÉLV (PS)      | 5 665        | 12,26        |             |             |  |
|                | Denis Lieb         | UL             | 4 457        | 9,65         |             |             |  |
|                | Bénédicte Herrgott | FG (PCF)       | 1 789        | 3,87         |             |             |  |
|                | Pierre Schweitzer  | CpF (MoDem)    | 872          | 1,89         |             |             |  |
|                | Anne-Marie Victor  | Pirate         | 377          | 0,82         |             |             |  |
|                | Liliane Bas        | LO             | 265          | 0,57         |             |             |  |
|                | Étienne Schmitt    | Divers         | 168          | 0,36         |             |             |  |
|                |                    |                |              |              |             |             |  |
| Inscrits       | Inscrits           | Inscrits       | 84 670       | 100,00       | 84 668      | 100,00      |  |
| Abstentions    | Abstentions        | Abstentions    | 37 632       | 44,45        | 44 192      | 52,19       |  |
| Votants        | Votants            | Votants        | 47 038       | 55,55        | 40 476      | 47,81       |  |
| Blancs et nuls | Blancs et nuls     | Blancs et nuls | 841          | 1,79         | 3 019       | 7,46        |  |
| Exprimés       | Exprimés           | Exprimés       | 46 197       | 98,21        | 37 457      | 92,54       |  |

### Élections de 2017
|                                                                          |                                                                                         |                           |                           |                          |                          |
|                                                                          |                                                                                         | Premier tour 11 juin 2017 | Premier tour 11 juin 2017 | Second tour 18 juin 2017 | Second tour 18 juin 2017 |
|                                                                          |                                                                                         |                           |                           |                          |                          |
|                                                                          |                                                                                         | Nombre                    | % des inscrits            | Nombre                   | % des inscrits           |
| Inscrits                                                                 | Inscrits                                                                                | 85 519                    | 100,00                    | 85 427                   | 100,00                   |
| Abstentions                                                              | Abstentions                                                                             | 44 844                    | 52,44                     | 49 699                   | 58,18                    |
| Votants                                                                  | Votants                                                                                 | 40 675                    | 47,56                     | 35 728                   | 41,82                    |
|                                                                          |                                                                                         |                           | % des votants             |                          | % des votants            |
| Bulletins blancs                                                         | Bulletins blancs                                                                        | 573                       | 1,41                      | 1 806                    | 5,05                     |
| Bulletins nuls                                                           | Bulletins nuls                                                                          | 240                       | 0,59                      | 641                      | 1,79                     |
| Suffrages exprimés                                                       | Suffrages exprimés                                                                      | 39 862                    | 98,00                     | 33 281                   | 93,15                    |
|                                                                          |                                                                                         |                           |                           |                          |                          |
| Candidat Étiquette politique (partis et alliances)                       | Candidat Étiquette politique (partis et alliances)                                      | Voix                      | % des exprimés            | Voix                     | % des exprimés           |
|                                                                          |                                                                                         |                           |                           |                          |                          |
|                                                                          | Patrick Hetzel (député sortant) Les Républicains (Union des démocrates et indépendants) | 13 463                    | 33,77                     | 20 836                   | 62,61                    |
|                                                                          | Antoinette de Santis La République en marche                                            | 10 643                    | 26,70                     | 12 445                   | 37,39                    |
|                                                                          | Virginie Joron Front national                                                           | 6 278                     | 15,75                     |                          |                          |
|                                                                          | Jean-Marie Lorber Unser Land                                                            | 3 408                     | 8,55                      |                          |                          |
|                                                                          | Peter Andersen La France insoumise                                                      | 2 235                     | 5,61                      |                          |                          |
|                                                                          | Sandrine Lombard Europe Écologie Les Verts                                              | 1 740                     | 4,37                      |                          |                          |
|                                                                          | Pascale Elles Debout la France                                                          | 473                       | 1,19                      |                          |                          |
|                                                                          | Bénédicte Herrgott Parti communiste français                                            | 436                       | 1,09                      |                          |                          |
|                                                                          | Natacha Irina Ruiz Alliance écologiste indépendante (Mouvement 100%)                    | 397                       | 1,00                      |                          |                          |
|                                                                          | Aurélien Hary Union populaire républicaine                                              | 255                       | 0,64                      |                          |                          |
|                                                                          | Olivier Muller-Haenel En toute liberté                                                  | 233                       | 0,58                      |                          |                          |
|                                                                          | Jeanne-Françoise Langlade Lutte ouvrière                                                | 202                       | 0,51                      |                          |                          |
|                                                                          | Mikaïl Kaya Parti égalité et justice                                                    | 99                        | 0,25                      |                          |                          |
| Source : Ministère de l'Intérieur - Septième circonscription du Bas-Rhin |                                                                                         |                           |                           |                          |                          |

### Élections de 2022
| Résultats des élections législatives des 12 et 19 juin 2022 de la 7e circonscription du Bas-Rhin |                          |                          |                          |              |              |             |             |
| Candidat                                                                                         | Candidat                 | Parti et coalition       | Nuance                   | Premier tour | Premier tour | Second tour | Second tour |
| Candidat                                                                                         | Candidat                 | Parti et coalition       | Nuance                   | Voix         | %            | Voix        | %           |
|                                                                                                  | Patrick Hetzel           | LR (UDC)                 | LR                       | 13 445       | 35,01        | 21 676      | 64,03       |
|                                                                                                  | Valérie Eschenmann       | RN                       | RN                       | 8 183        | 21,31        | 12 177      | 35,97       |
|                                                                                                  | Patrick Depyl            | MODEM (ENS)              | ENS                      | 5 206        | 13,56        |             |             |
|                                                                                                  | Lou Toussaint,           | LFI (NUPES)              | NUP                      | 4 852        | 12,63        |             |             |
|                                                                                                  | Jean-Marie Lorber        | UL                       | REG                      | 2 110        | 5,49         |             |             |
|                                                                                                  | Christophe Hecker        | ABSE                     | DIV                      | 1 367        | 3,56         |             |             |
|                                                                                                  | Dino Margarito           |                          | ECO                      | 935          | 2,43         |             |             |
|                                                                                                  | Hervé Morard             | REC                      | REC                      | 677          | 1,76         |             |             |
|                                                                                                  | Florine Wojtkowiak       | DLF (UPF)                | DSV                      | 475          | 1,24         |             |             |
|                                                                                                  | Cédric Stab              | EPL                      | DIV                      | 421          | 1,10         |             |             |
|                                                                                                  | Brian Hoenicke           | PA                       | ECO                      | 348          | 0,91         |             |             |
|                                                                                                  | Jean Meyer               | LO                       | DXG                      | 220          | 0,57         |             |             |
|                                                                                                  | Philippe Sohm            | PP                       | DIV                      | 163          | 0,42         |             |             |
| Votes valides                                                                                    | Votes valides            | Votes valides            | Votes valides            | 38 402       | 98,08        | 33 853      | 94,85       |
| Votes blancs                                                                                     | Votes blancs             | Votes blancs             | Votes blancs             | 491          | 1,25         | 1 405       | 3,94        |
| Votes nuls                                                                                       | Votes nuls               | Votes nuls               | Votes nuls               | 262          | 0,67         | 434         | 1,22        |
| Total                                                                                            | Total                    | Total                    | Total                    | 39 155       | 100          | 35 692      | 100         |
| Abstention                                                                                       | Abstention               | Abstention               | Abstention               | 46 583       | 54,33        | 50 064      | 58,38       |
| Inscrits / participation                                                                         | Inscrits / participation | Inscrits / participation | Inscrits / participation | 85 738       | 45,67        | 85 756      | 41,62       |

### Élections de 2024
| Résultats des élections législatives des 30 juin et 7 juillet 2024 de la 7e circonscription du Bas-Rhin |                          |                          |                          |              |              |              |             |             |
| Candidat                                                                                                | Candidat                 | Parti et coalition       | Nuances                  | Premier tour | Premier tour | Premier tour | Second tour | Second tour |
| Candidat                                                                                                | Candidat                 | Parti et coalition       | Nuances                  | Voix         | %            | Voix         | %           |             |
| | Denis Kieffer            | RN                       | RN                       | 23 071       | 41,47        | 25 558       | 45,20       |             |
| | Patrick Hetzel           | LR                       | LR                       | 17 974       | 32,31        | 30 986       | 54,80       |             |
| | Serge Bloch              | LFI (NFP)                | UG                       | 6 912        | 12,42        |              |             |             |
| | Éric Wolff               | MoDem (ENS)              | ENS                      | 4 734        | 8,51         |              |             |             |
| | Anastasie Leipp          | UL (R&PS)                | REG                      | 1 821        | 3,27         |              |             |             |
| | Arthur Wolff             | REC                      | REC                      | 707          | 1,27         |              |             |             |
| | Jean Meyer               | LO                       | EXG                      | 414          | 0,74         |              |             |             |
| |                          |                          |                          |              |              |              |             |             |
| Votes exprimés                                                                                          | Votes exprimés           | Votes exprimés           | Votes exprimés           | 55 633       | 97,93        |              |             |             |
| Votes blancs                                                                                            | Votes blancs             | Votes blancs             | Votes blancs             | 800          | 1,41         |              |             |             |
| Votes nuls                                                                                              | Votes nuls               | Votes nuls               | Votes nuls               | 374          | 0,66         |              |             |             |
| Total                                                                                                   | Total                    | Total                    | Total                    | 56 807       | 100          |              | 100         |             |
| Abstention                                                                                              | Abstention               | Abstention               | Abstention               | 29 335       | 34,05        |              |             |             |
| Inscrits / participation                                                                                | Inscrits / participation | Inscrits / participation | Inscrits / participation | 86 142       | 65,95        |              |             |             |